# Moiyabana
Moiyabana is een dorp in het district Central in Botswana. De plaats telt 3571 inwoners (2011).